# Contea di Changnyeong
La contea di Changnyeong (Changnyeong-gun; 창녕군; 昌寧郡) è una delle suddivisioni della provincia sudcoreana del Sud Gyeongsang.